# Carrefour Carburants
Carrefour Carburants est la marque du réseau de distribution pétroliers français et étranger du groupe Carrefour.

## Présentation
En 2010, Carrefour approvisionnait 1 205 stations-service dans toute la France devenant ainsi le 2e distributeur pétrolier français.

## Historique
Les stations-service accolées aux hypers et supermarchés Carrefour existent depuis les années 70.
- 2001 :  Inauguration de 17 stations-service d'autoroutes sous l'enseigne Carrefour Autoroutes.
- 2006 : En Espagne, acquisition de 2 stations essences auprès de Caprabo.

## Version du logo

Logo officiel